# Gorenja Trebuša
Gorenja Trebuša je naselje v dolini Trebuščice v Občini Tolmin.

## NOB
V Gorenji Trebuši je štab 3.operatine cone 13.12.1943 sprejel odlok o ustanovitvi 
9. korpusa.